# Longipalpus cordatus
Longipalpus cordatus là một loài bọ cánh cứng trong họ Cerambycidae.